# Визначник Гурвіца
Визначники Гурвіца були вперше введені Адольфом Гурвіцом у 1895 році, який використав їх для критерію того що всі корені многочлена мають від'ємну дійсну частину.

## Визначення
Розглянемо характеристичний многочлен P зі змінною λ у вигляді:
{\displaystyle P(\lambda )=a_{0}\lambda ^{n}+a_{1}\lambda ^{n-1}+\cdots +a_{n-1}\lambda +a_{n}}
де{\displaystyle a_{i}}, {\displaystyle i=0,1,\ldots ,n} є дійсними.
Квадратна матриця Гурвіца, що асоціюється з P наведена нижче:
{\displaystyle H={\begin{pmatrix}a_{1}&a_{3}&a_{5}&\dots &\dots &0&\dots &0\\a_{0}&a_{2}&a_{4}&&&\vdots &&\vdots \\0&a_{1}&a_{3}&&&0&&\vdots \\\vdots &a_{0}&&\ddots &&a_{n}&\vdots &\vdots \\\vdots &0&&&\ddots &a_{n-1}&0&\vdots \\\vdots &\vdots &0&&&a_{n-2}&a_{n}&\vdots \\\vdots &\vdots &\vdots &&&a_{n-3}&a_{n-1}&0\\0&0&0&\dots &\dots &a_{n-4}&a_{n-2}&a_{n}\end{pmatrix}}.}
i-тий визначник Гурвіца це визначник i-го головного мінору матриці Гурвіца H. Існує n визначників Гурвіца для характеристичного многочлена степеня  n.